# Rasa dels Olivers
La Rasa dels Olivers és un corrent fluvial afluent per la dreta de la Riera de Gargallà el curs del qual transcorre íntegrament pel terme municipal de Montmajor (Berguedà).
Neix a 837 msnm. i fa el seu curs en direcció cap al sud seguint pràcticament en paral·lel el curs alt de la Riera de Gargallà per la seva banda de ponent i de la qual es veu separada pel Serrat de Ca l'Agustina. Desguassa a la citada riera a 698 msnm.

## Xarxa hidrogràfica
La xarxa hidrogràfica de la Rasa dels Olivers està integrada per un total de 3 cursos fluvials. D'aquests, 2 són subsidiaris de 1r nivell. La totalitat de la xarxa suma una longitud de 1.617 m que transcorren en la seva totalitat pel terme municipal de Montmajor.